# Turricaspia astrachanica
Turricaspia astrachanica is een slakkensoort uit de familie van de Hydrobiidae. De wetenschappelijke naam van de soort is voor het eerst geldig gepubliceerd in 1971 door Pirogov.